# Daniel Goens
Daniel Goens (nascido em 18 de setembro de 1948) é um ex-ciclista belga de ciclismo de pista, que foi mais bem-sucedido no tandem, juntamente com Robert Van Lancker. Neste evento, conquistou medalhas de bronze nos Jogos Olímpicos de Verão de 1968 e no Campeonato Mundial UCI de Pista em 1967, e uma medalha de prata no Mundial de 1968.